# أليس من خلال المرآة
أليس في بلاد المرآة (بالإنجليزية: Alice Through the Looking Glass) هو فيلم فنتازيا ومغامرات أمريكي صدر عام 2016 من إخراج جيمس بوبين، مأخوذ عن رواية «عبر المرآة» لمؤلفها لويس كارول، وهو تتمة لفيلم أليس في بلاد العجائب الذي عُرض عام 2010. الفيلم من بطولة ميا فاشيكوفسكا بدور (أليس) وجوني ديب بدور (صانع القبعات) وهيلينا بونهام كارتر بدور (الملكة الحمراء) وآن هاثاواي بدور (الملكة البيضاء) وَآلان ريكمان بدور (اليرقة). صدر الفيلم في 27 مايو، 2016 في الولايات المتحدة، وفي في 21 يوليو، 2016 في الشرق الأوسط.

## القصة
تواصل الفتاة أليس مغامراتها في أرض العجائب مرة أخرى بعد أن سقطت في المرة السابقة عن طريق الخطأ في حفرة التي آلت بها إلى تلك الأرض، وواجهت خطر الملكة الحمراء وأنتصرت عليها، وفي هذه المرة تخطو إلى عالم العجائب مرة أخرى عن طريق عبورها من خلال المرآة السحرية، وتحاول العثور على صولجان سحري يمَكنها من إيقاف سيد الوقت عند حدّه قبل أن يقوم بتحريك الساعة في سبيل تحويل أرض العجائب إلى أرض بور لا حياة فيها، ولذلك تستعين أليس وأصدقائها القدامى الذين رافقوها في الرحلة السابقة وتستعين بصديقها القديم (صانع القبعات) في سبيل ذلك.

## الممثلون
- ميا فاشيكوفسكا بدور (أليس)
- جوني ديب بدور (صانع القبعات)
- هيلينا بونهام كارتر بدور (الملكة الحمراء)
- ساشا بارون كوهين بدور (سيد الوقت)
- إد سبيليرس بدور (جيمس هاركورت)
- أندرو سكوت بدور (أديسون بينيت)
- رايس إيفانس بدور والد (صانع القبعات)
- مات لوكاس بدور (توأمان متشابهان)

### أداء الأصوات
- ستيفن فراي بدور (قط الشيشاير)
- آلان ريكمان بدور (اليرقة أبسوليم)، وسيكون هذا الدور الأخير له في حياته بعد وفاته وقد قام بتسجيل صوته قبيل أن يتوفى في 14 يناير 2016
- مايكل شين بدور (الأرنب الأبيض)
- تيموثي سبال بدور (الكلب البوليسي)
- جون سيسيونس بدور (هامبتي دمبتي)
- باربرا وندسور بدور (حيوان الزغبة)
- بول وايتهاوس بدور (الأرنب الوحشي)
- توبي جونز بدور (ويلكنز)

## الإنتاج
في 7 ديسمبر 2012 أعلنت شركة والت ديزني عن إنتاج فيلم مُكمل تتمة لفيلم أليس في بلاد العجائب وتم الإتفاق مع الكاتبة ليندا وولفيرتون على كتابة سيناريو الفيلم. في 31 مايو 2013 بدأ المخرج جيمس بوبين محادثات لتوجيه فيلم تتمة تحت عنوان (أليس عبر المرآة). وفي يوليو 2013 أُعلن عن عودة الممثل جوني ديب لأداء دور (صانع القبعات). وفي نوفمبر 2013 تم التأكيد على أن الممثلة ميا واسيكوسكا ستعود كذلك لتأدية دور (أليس) وفي 22 تشرين الثاني 2013 تم الإعلان عن أن الفيلم سيصدر في 27 مايو 2016 وفي 21 يناير 2014 تم الإعلان عن أسم الفيلم، كما أنضم ساشا بارون كوهين للعب دور الشرير (سيد الوقت) وفي مارس 2014 تم التأكيد على أن هيلينا بونهام كارتر ستعود لتأدية دور (الملكة الحمراء).
بدأ التصوير الرئيسي للفيلم في 4 أغسطس 2014 في أستوديوهات شيبرتون وأنتهى التصوير في 31 أكتوبر 2014.

## وصلات خارجية
- أليس في بلاد المرآة على موقع IMDb (الإنجليزية)
- أليس في بلاد المرآة على موقع ميتاكريتيك (الإنجليزية)
- أليس في بلاد المرآة على موقع روتن توميتوز (الإنجليزية)
- أليس في بلاد المرآة على موقع نتفليكس (الإنجليزية)
- أليس في بلاد المرآة على موقع قاعدة بيانات الأفلام العربية
- أليس في بلاد المرآة على موقع ألو سيني (الفرنسية)
- أليس في بلاد المرآة على موقع Turner Classic Movies (الإنجليزية)
- أليس في بلاد المرآة على موقع أول موفي (الإنجليزية)
- أليس في بلاد المرآة على موقع بوكس أوفيس موجو (الإنجليزية)
- أليس في بلاد المرآة على موقع فيلمافينيتي (الإسبانية)